# Вайгали
Вайгали́ (или вайгели, собств. наименование: калаша-ала) е един от нуристанските езици в Афганистан, разпространен в няколко села в долината на река Вайгал, провинция Конар. Около 76-80 % в областта на лексиката е близък с езика трегами.